# Hercules Pakenham
Sir Hercules Robert Pakenham (29 settembre 1781 – 7 marzo 1850) è stato un generale irlandese.

## Biografia
Era il terzo figlio di Edward Pakenham, II barone di Longford, e di sua moglie, Catherine Rowley, seconda figlia di Hercules Langford Rowley. Era il fratello di Sir Edward Michael Pakenham e cognato di Arthur Wellesley, I duca di Wellington.

## Carriera
Pakenham è stato nominato guardiamarina nel 40º reggimento di fanteria il 23 luglio 1803. Promosso a tenente il 3 febbraio 1804, è stato trasferito al 95° dei fucili (ora il Rifle Brigade (Prince Consort's Own)) nel mese di aprile dello stesso anno. Servì nella Battaglia di Copenaghen e in Portogallo, dove durante la Battaglia di Roliça, è stato ferito lievemente a Óbidos (16-17 agosto 1808). 
Venne trasferito nel 7° West India regiment il 30 agosto 1810, ed è rimasto con l'esercito peninsulare, ed è stato aiutante generale della divisione di Picton fino alla caduta di Badajoz, dove è stato gravemente ferito.
Dopo essere stato ripetutamente raccomandato per la promozione, è stato nominato tenente colonnello del 26° (Cameronian) il 3 settembre 1812 e trasferito come tenente colonnello delle Coldstream Guards 25 luglio 1814.
Venne nominato colonnello e aiutante di campo del re il 27 maggio 1825. Venne nominato maggior generale il 10 gennaio 1837, trasferito al 43º reggimento di fanteria leggera il 9 settembre 1844, comandò il distretto di Portsmouth (1843-1846) e venne nominato tenente generale il 9 novembre 1846.
Pakenham era un deputato per Westmeath (27 febbraio 1808-1826).

## Matrimonio
Sposò, il 25 dicembre 1817, Emily Stapleton (1796-26 gennaio 1875), figlia di Thomas Stapleton. Ebbero nove figli:
- Edward William Pakenham (1819-1855);
- Elizabeth Catherine Pakenham (?-22 gennaio 1885), sposò Thomas Thistlethwayte, ebbero due figli;
- reverendo Arthur Hercules Pakenham (25 novembre 1824-29 marzo 1895);
- Thomas Henry Pakenham (28 giugno 1826-20 febbraio 1913), sposò Elizabeth Staples Clarke, ebbero due figli;
- Mary Frances Hester Pakenham, sposò William Verner, ebbero tre figli;
- Emily Pakenham (?-21 aprile 1883), sposò Edmund Hayes, ebbero due figli;
- Robert Maxwell Pakenham (14 aprile 1834-25 settembre 1857);
- Edmund Powerscourt Pakenham (24 dicembre 1837-28 settembre 1861);
- Charles Wellesley Pakenham (23 giugno 1840-16 ottobre 1873).

## Morte
Morì nella sua residenza, Langford Lodge, il 7 marzo 1850.
Il "Sir Hercules Pakenham Scholarship" e la "Emily Lady Pakenham Scholarship" sono state create nel 1876 dal figlio, il reverendo Arthur Hercules Pakenham, in loro memoria per gli studenti della Queen's University Belfast.